# Searsport (Maine)
Searsport es un municipio situado en el condado de Waldo, Maine, Estados Unidos. Tiene una población estimada, a mediados de 2022, de 2654 habitantes.

## Geografía
La localidad está ubicada en las coordenadas 44°28′15″N 68°55′43″O / 44.47083, -68.92861 (44.470906, -68.928662). Según la Oficina del Censo de los Estados Unidos, tiene una superficie total de 110.16 km², de la cual 74.21 km² corresponden a tierra firme y 35.95 km² están cubiertos de agua.

## Demografía
Según el censo de 2020, en ese momento había 2649 personas residiendo en la localidad. La densidad de población era de 35.7 hab./km². El 92.9% de los habitantes eran blancos, el 0.2% eran afroamericanos, el 0.8% eran amerindios, el 0.4% eran asiáticos, el 0.5% eran de otras razas y el 5.3% eran de una mezcla de razas. Del total de la población, el 1.6% eran hispanos o latinos de cualquier raza.